# Evangelische Kirche (Niederwerrn)

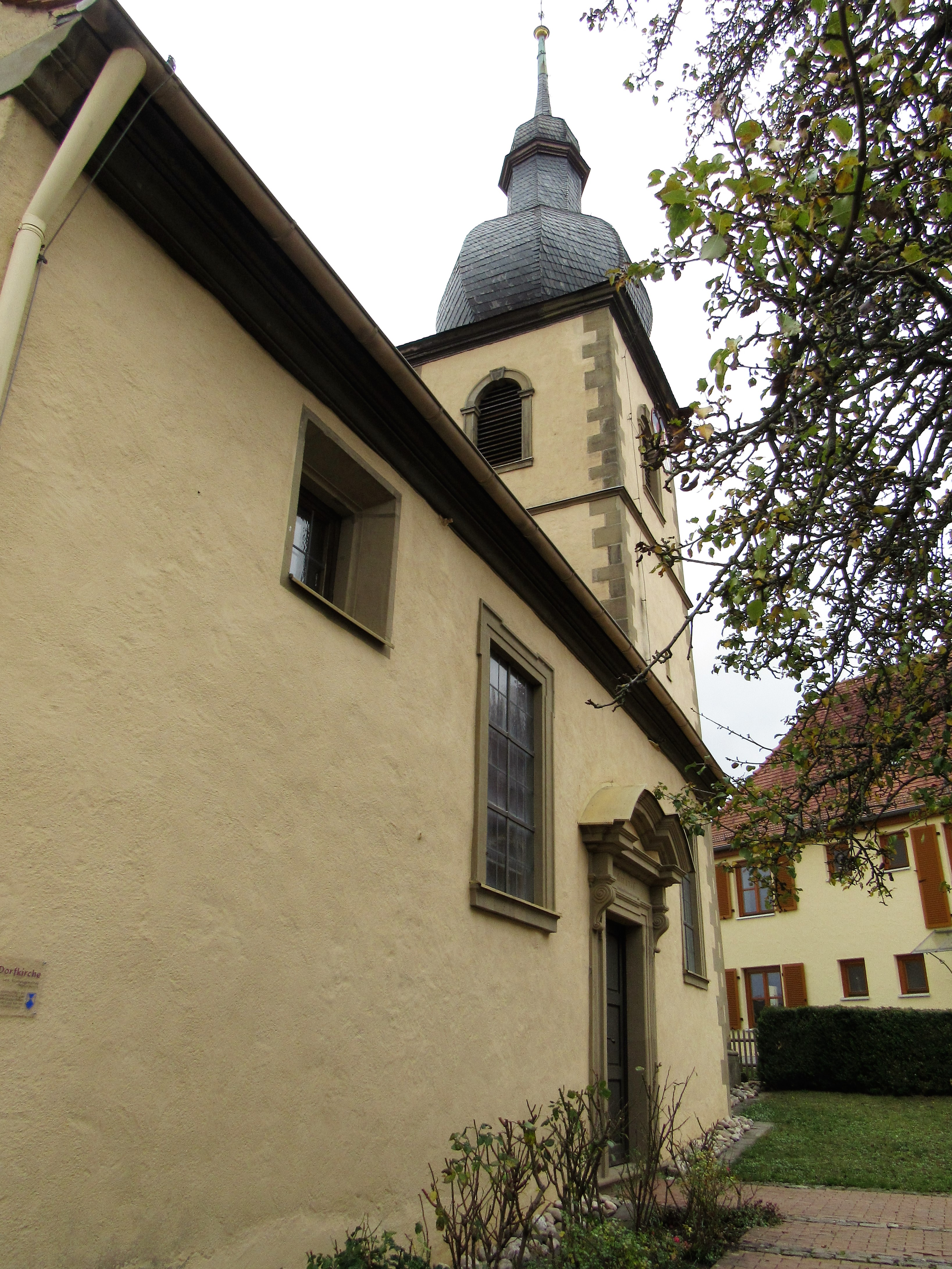
Die Kirche in Niederwerrn

Die Kirche Niederwerrn ist eine Dorfkirche in Niederwerrn im unterfränkischen Landkreis Schweinfurt. Sie dient der evangelisch-lutherischen Kirchengemeinde Niederwerrn im Evangelisch-Lutherischen Dekanat Schweinfurt als Pfarrkirche. Das Bauwerk gehört zu den Baudenkmälern von Niederwerrn und ist unter der Nummer D-6-78-160-1 in der Bayerischen Denkmalliste registriert.

## Geschichte
Das Langhaus ist in seinen Ursprüngen mittelalterlich. Welchem Heiligen die Kirche geweiht war, die 1565 oder 1566 zur evangelischen Pfarrkirche wurde, ist nicht mehr bekannt. Im Jahr 1716 (Jahreszahl über dem Seitenportal) wurde das Kirchenschiff erweitert und gleichzeitig der Turm neu gebaut.

## Beschreibung und Ausstattung
Die Kirche besteht  aus dem Langhaus und dem östlichen Chorturm mit welscher Haube. Der Altar im Rokokostil wurde 1756–58 von dem Bildhauer J. G. Gosohorsky aus Sömmersdorf geschaffen. Er wird bekrönt vom gekreuzigten Christus mit Strahlenkranz. Die Kanzel ist älter, aus der Zeit um 1600. Sie wurde um 1700 bemalt, unter anderem mit einer Darstellung der Kreuzigung.

## Orgel

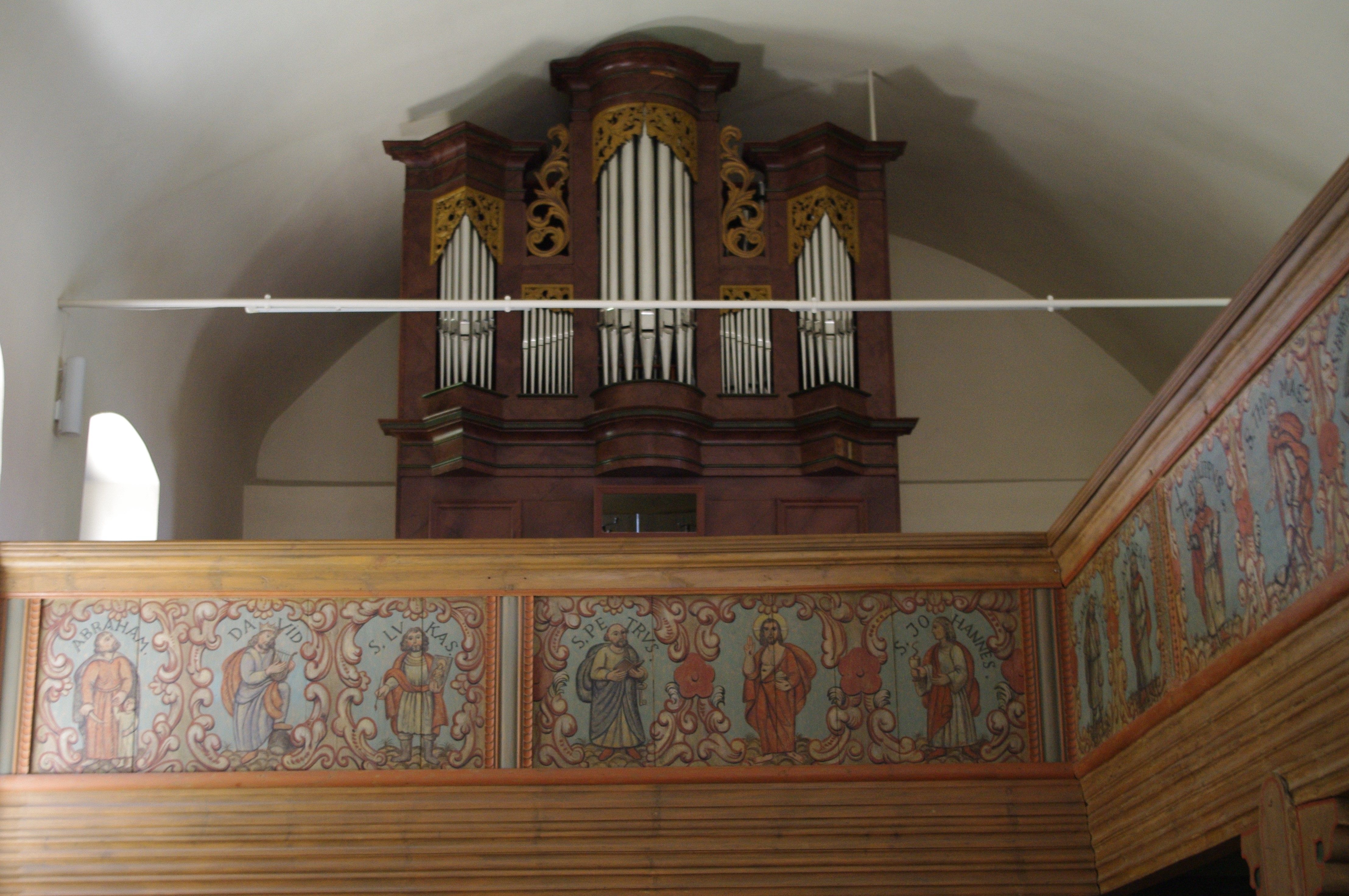
Die Orgel

Die Orgel wurde 1980 von Günter Ismayr im Zuge einer umfassenden Sanierung in das alte Gehäuse eingebaut. Sie hat 13 Register, zwei Manuale und Pedal. Die Disposition lautet:
| I Manual C–g3 |       |
| Metallflöte   | 8′    |
| Prinzipal     | 4′    |
| Schwiegel     | 2′    |
| Mixtur III-IV | 1 ⁄3′ |

| II Manual C–g3 |        |
| Gedackt        | 8′     |
| Rohrflöte      | 4′     |
| Quinte         | 2 ⁄3′  |
| Oktave         | 2′     |
| Terz           | 1 3⁄5′ |
| Sifflöte       | 1′     |
| Tremulant      |        |

| Pedal C–f1 |       |
| Subbaß     | 16′   |
| Gedacktbaß | 8′    |
| Choralbaß  | 4′+2′ |

- Koppeln: II/I, II/P, I/P
- Bemerkungen: Schleiflade, mechanische Spiel- und Registertraktur

## Bildergalerie

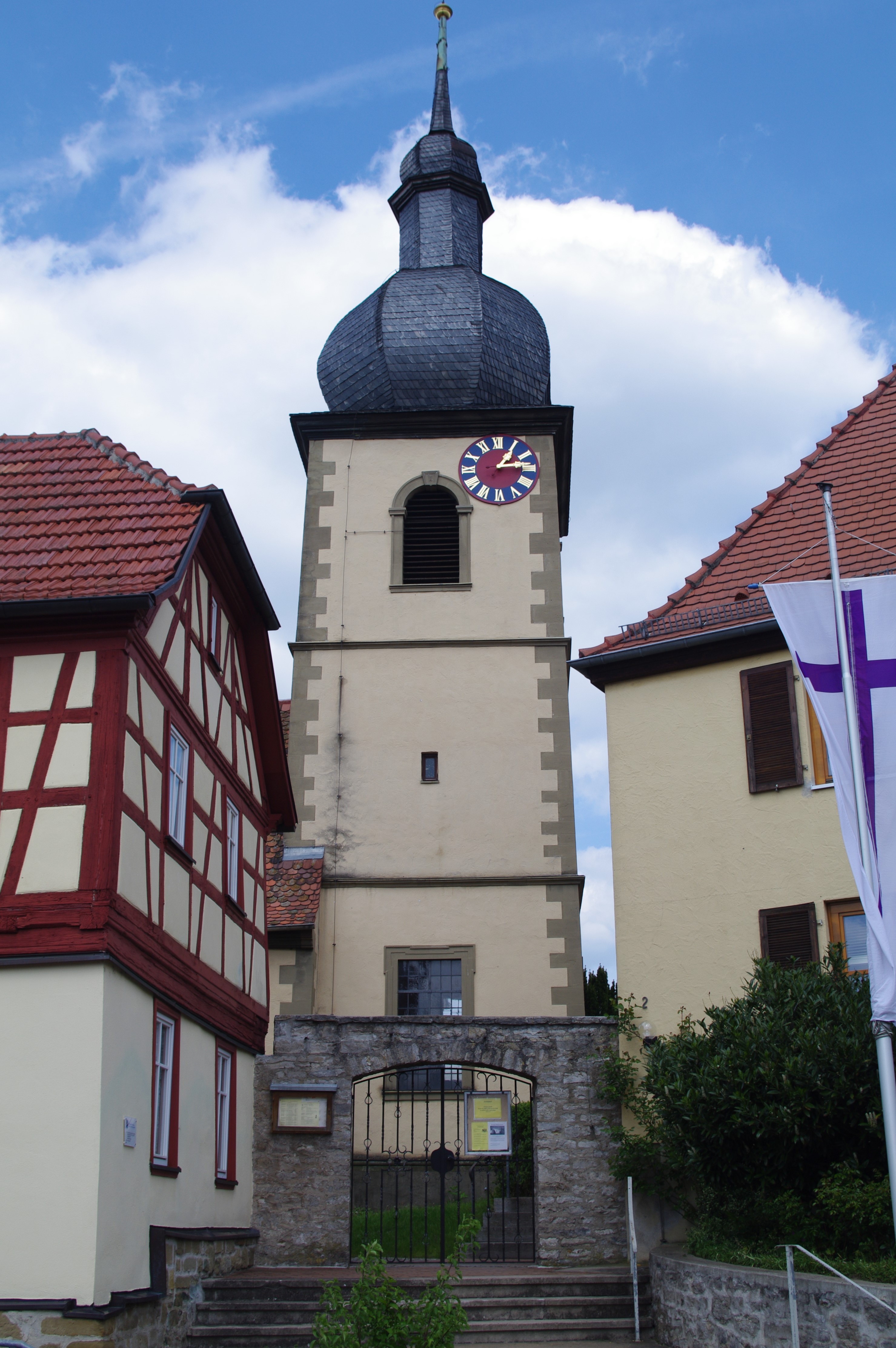
Ansicht von Osten
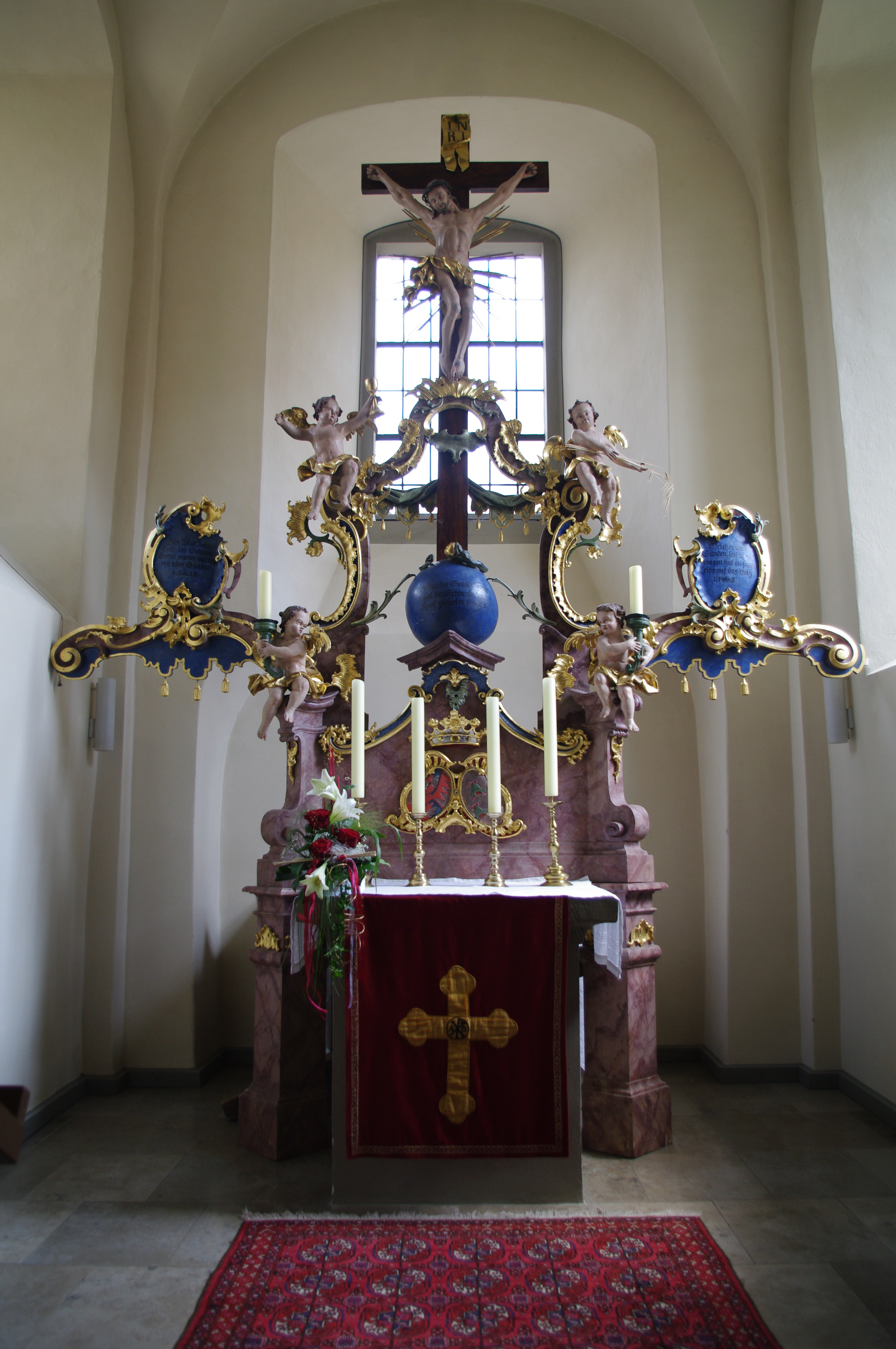
Rokoko-Altar
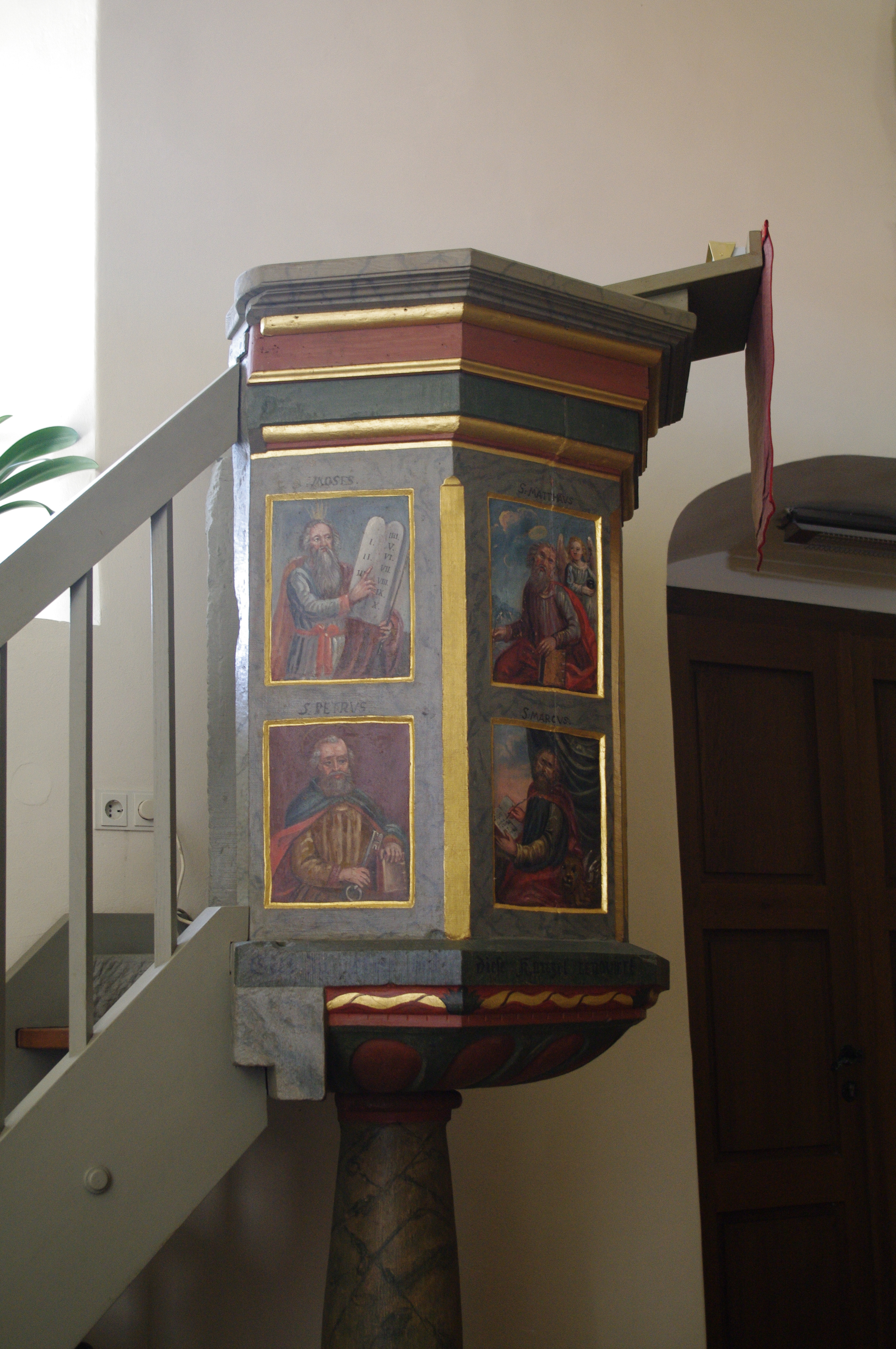
Kanzel
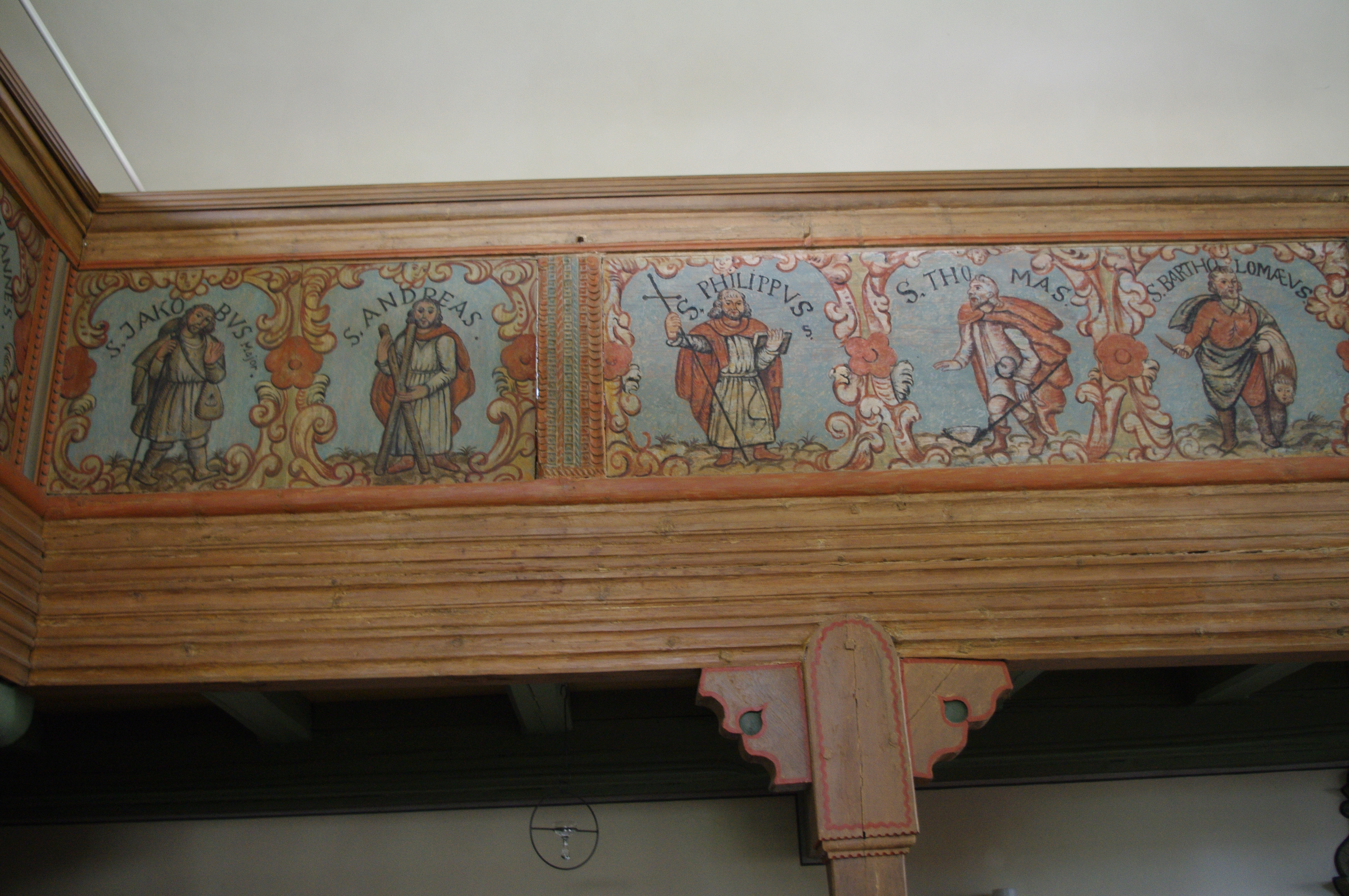
Empore
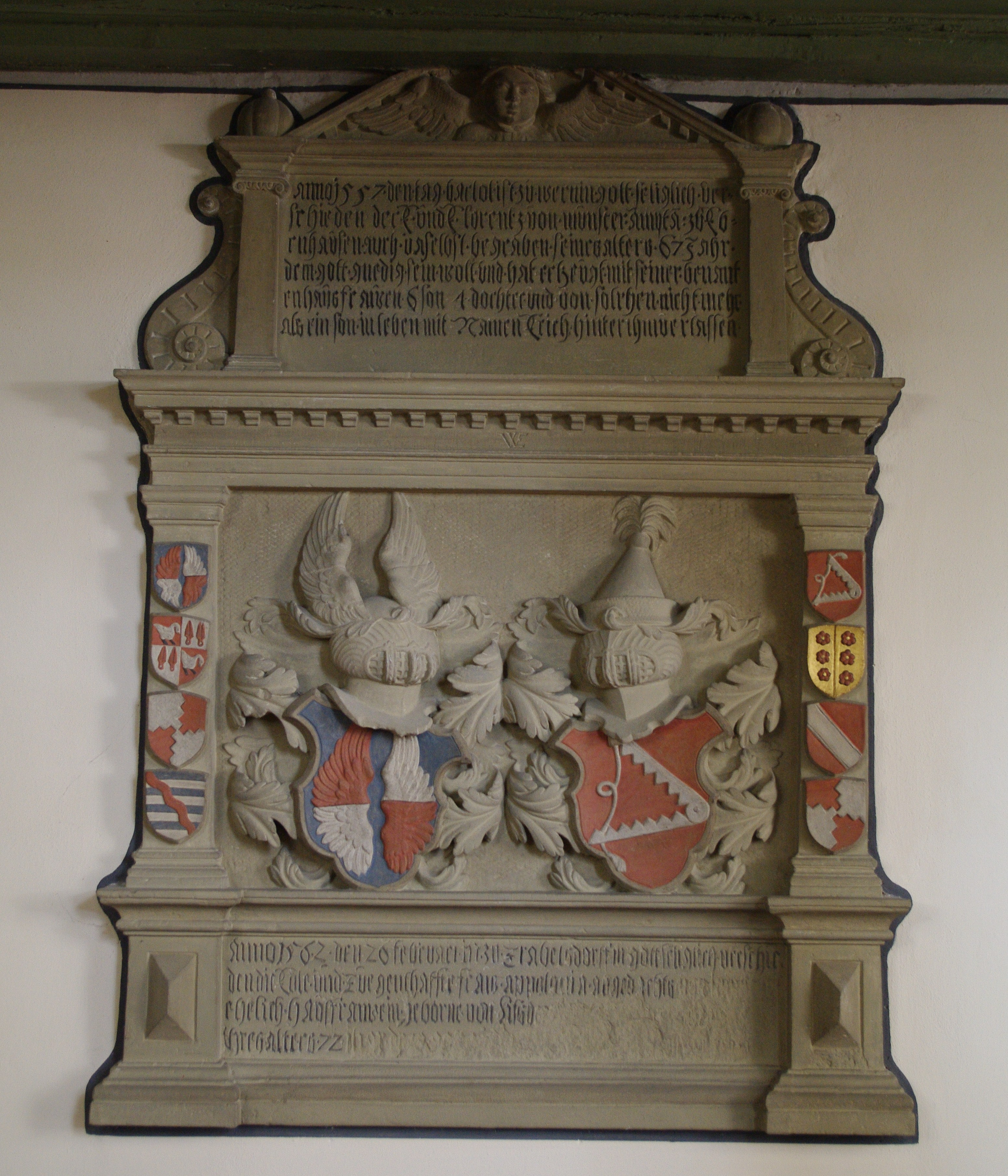
Grabstein der Familie von Münster
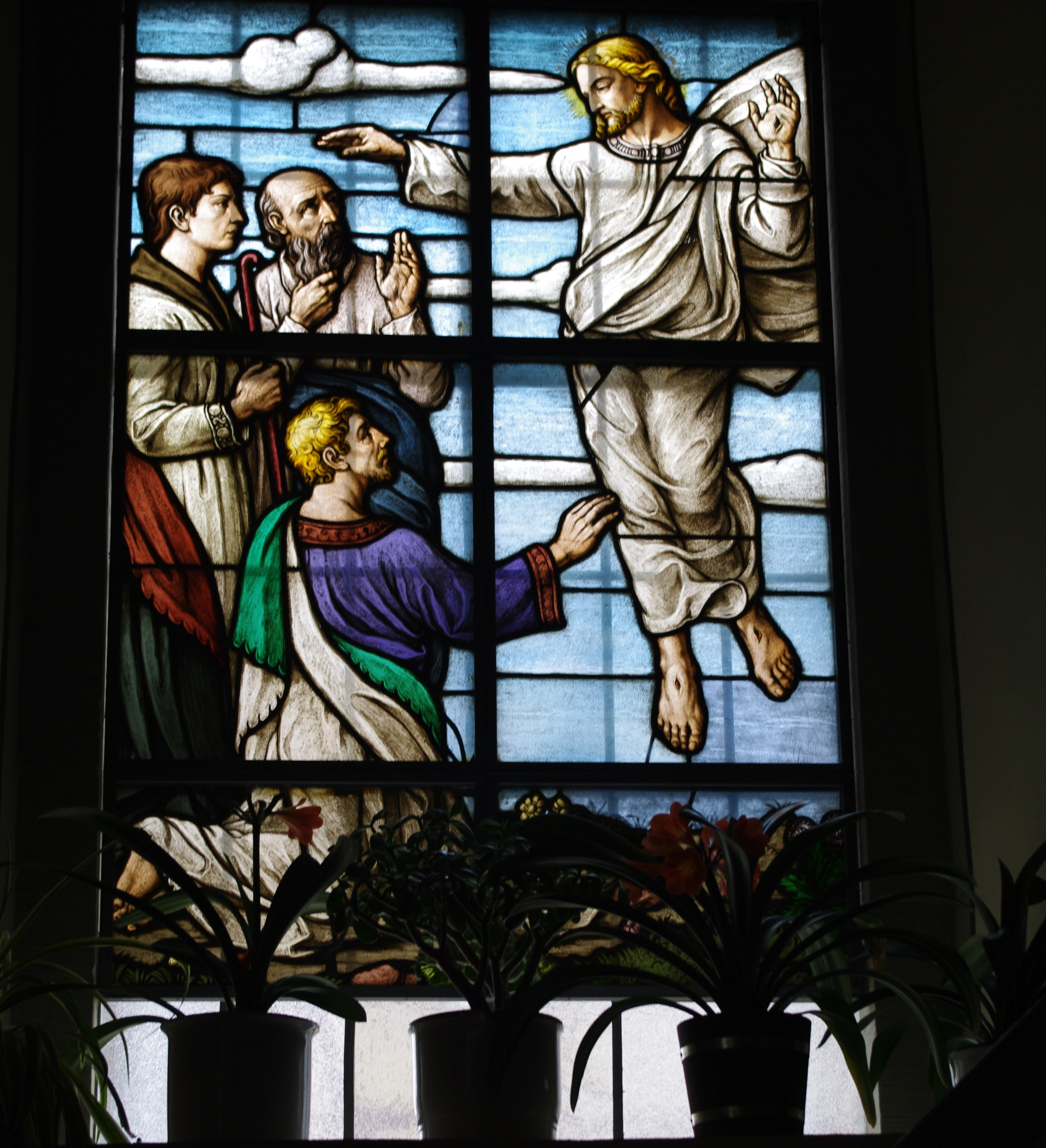
Buntglasfenster